# Perdix dauurica
La perdiz dáurica (Perdix dauurica) es una especie de ave galliforme de la familia Phasianidae. Su nombre hace referencia a la región de Dauria en Rusia.

## Descripción
Es un ave corpulenta que mide unos 28 a 30 cm de largo, su dorso es marrón, su cara tiene un tono naranja con una incipiente "barba" anaranjada durante la temporada de reproducción. El resto de la cabeza y las partes inferiores son grises con el centro del pecho beige-amarillento y una mancha negra en el vientre. La hembra tiene una mancha blanca más reducida en el vientre y es menos vistosa que el macho. Los ejemplares juveniles son de un color gris amarronado, y no tiene las marcas distintivas en la cara y zonas inferiores. Su canto es un grueso kieerr-ik.
Existen tres subespecies que se diferencian principalmente por su plumaje el cual se torna más rufo y oscuro cuanto más al este viven.

## Distribución y hábitat

Huevos, colección del Museo de Wiesbaden.

Se reproduce en praderas en gran parte de las áreas templadas del este de Asia desde Kirguistán hasta China y Mongolia. Es un ave terrestre no migratoria, que forma bandadas fuera de la temporada de reproducción. En partes de las zonas donde habita, las cuales se superponen con las habitadas por la perdiz pardilla, con la cual forma una superespecie.
La perdiz dáurica prefiere los terrenos abiertos, idealmente con algunos arbustos en las adyacencias o bosquecillos abiertos. El nido es una depresión en el terreno forrada con pastos cerca de alguna cubierta, la puesta típica consiste de 18 a 20 huevos.
Es una especie que se alimenta de semillas, aunque los ejemplares jóvenes también consumen insectos los cuales les proveen proteínas. Si se la molesta, de manera similar a la mayoría de las aves de caza, levanta un corto vuelo, a menudo gritando un rick rick rick al despegar.
Si bien la perdiz dáurica no se encuentra amenazada a nivel global, en ciertas regiones puede sufrir una caza excesiva.